# 沢菜々子
沢 菜々子（さわ ななこ、1988年6月3日 - ）は、大阪府大東市出身の元女性グラビアアイドル、タレントである。BLUE ROSEに所属していた。

## 概要
『ヤングガンガン』2007年22号（11月16日号）の表紙及び巻頭グラビアでデビュー。2008年4月には、『ヤングサンデー』の「YS乙女学院'08」に学生番号01としてエントリーしている。
大阪市立大学経済学部に在学中は、体育会の競技ダンス部に所属していた。特技の水泳では、背泳で大阪大会に5度出場したこともある。2008年度に東京大学に入学した妹がいる。高校は大阪教育大学附属高等学校天王寺校舎で、ロザンと同じ。
2011年3月に、大学卒業と同時に芸能界を引退し、一般企業に就職した。公式ブログと所属事務所内公式プロフィールも削除されている。

## プロフィール
- 趣味：ダンス、スカッシュ、テニス
- 特技：クラシックバレエ、水泳、社交ダンス
- 資格：英検2級

## 作品

### DVD
- さわやかナナコ（竹書房、2008年5月23日）
- アイドルワン ずっと前から・・・（ラインコミュニケーションズ、2008年7月20日）
- 沢菜々子 wanna dance（スパイスビジュアル、2009年11月27日）